# Елизабет фон Изенбург-Бюдинген
Елизабет фон Изенбург-Бюдинген (на немски: Elisabeth von Isenburg in Büdingen; * ок. 1398/1405, Бюдинген; † 1 август 1451) е графиня от Изенбург-Бюдинген и чрез женитба графиня на Золмс-Браунфелс.

## Произход
Тя е дъщеря на граф Йохан II фон Изенбург-Бюдинген († 1408/1409) и съпругата му графиня Маргарета фон Катценелнбоген († 1438), дъщеря на граф Дитер VIII фон Катценелнбоген († 1402) и първата му съпруга, графиня Елизабет фон Насау-Висбаден († 1389).

## Фамилия
Елизабет фон Изенбург-Бюдинген се омъжва на 6 юли 1421 г. за граф Бернхард II фон Золмс-Браунфелс (* ок. 1400 † 6 август 1459), син на граф Ото I фон Золмс-Браунфелс († 1410) и графиня Агнес фон Фалкенщайн-Мюнценберг († 1409). Те имат осем деца:
- Руперт „Слепия“ (* 1424; † 8 юни 1499), домхер (1453), приор (1459 – 1499), катедрален кантор (1469 – 1482) в Св. Йоан Баптист в Майнц, приор на Св. Стефан в Майнц (1470 – 1499)
- Ото II (* 22 ноември 1426; † 29 януари 1504), граф на Золмс-Браунфелс, женен на 1 януари 1464 г. в Майнц за графиня Анна фон Насау-Висбаден (ок. 1443 – 1480)
- Филип (* 18 май 1431; † 1500), тевтонски рицар
- Агнес (* 23 февруари 1435; † 17 ноември 1490), абатиса на Алтенберг (1453)
- Бернхард (* 25 септември 1436; † 4 април 1503), домхер в Кьолн (1445), каноник в Св. Ламберт в Лиеж (1447 – 1450), каноник в Св. Андреас в Кьолн (1450), архдякон в Лиеж (1453 – 1503), домхер в Трир, каноник в Св. Гереон (1454), катедрален приор в Трир (1492)
- Елизабет († 1 юни 1486), монахиня (Sacristan) в Алтенберг
- Маргарета, омъжена за Салентин фон Изенбург
- Буркхард († сл. 1454)